# ユスフザイ
ユスフザイ（Yusufzai or Yousafzai (パシュトー語: یوسفزی,    1、エザプザイ（Esapzai、ايسپزی）またはユスフィーとも呼ばれる ）は、アフガニスタンとパキスタンのカイバル・パクトゥンクワ州のいくつかの地域に住む大規模なパシュトゥーン人族。

## 語源
名称の由来については、主に二つの説が存在する。
第一に、古代の部族名に由来するという説がある。J.W.マクリンドルによれば、ユスフザイ（YūsəpzayまたはĪsəpzay）の名は、紀元前327年から326年にかけてのアレクサンドロス大王の侵攻に抵抗した、現在のクナール渓谷やスワート渓谷に居住していた古代部族アスパシオイ（Aspasioi）およびアサケノイ（Assakenoi）に由来するとされる。これらの部族名は、サンスクリット語で「馬」を意味する「aśva」に起源を持つと考えられている。
第二に、パシュトー語の語形から「ヨセフの子孫」を意味するという説がある。パシュトー語において、部族名に見られる接尾辞「-zai」は「〜の子孫」を意味するとされる。これにより、「ユスフザイ」はペルシャ語由来の人名「ユスフ（Yusuf、ヨセフ）」と組み合わさり、「ヨセフの子孫」を意味すると解釈される。この解釈は、パシュトゥーン族の起源に関する口承伝承とも関連しており、17世紀初頭にニーマト・アッラー・ハラウィーが編纂した歴史書『Maghzan-e-Afghani』にもパシュトゥーン族のイスラエルの失われた10支族の子孫伝承が記録されている。

## 歴史

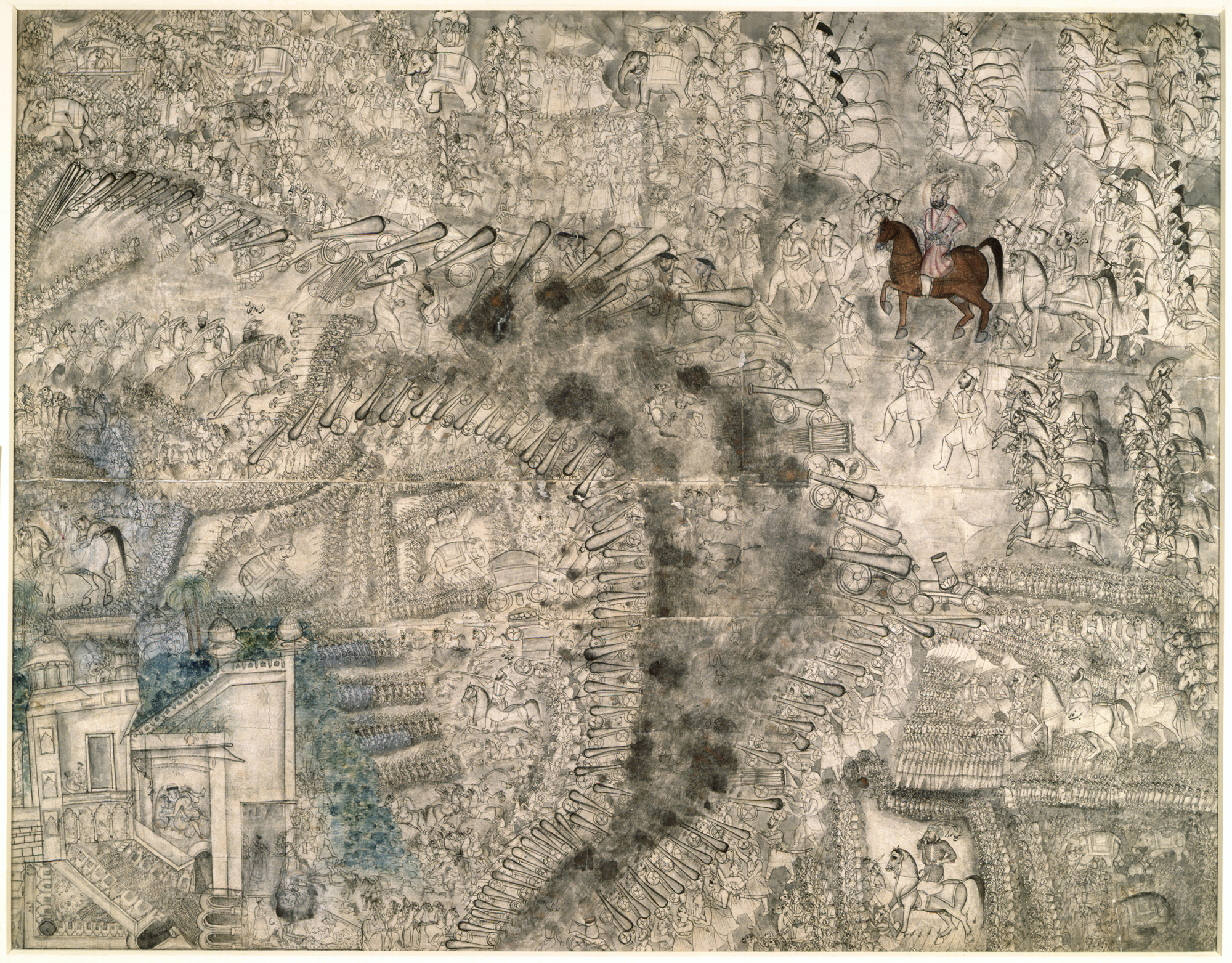
第3次パニパトの戦いで、茶色の馬に乗ったアフマド・シャー・ドゥラーニの左側を行進するナジブ・ウド・ダウラとシュジャ・ウド・ダウラ。

ディル州旗

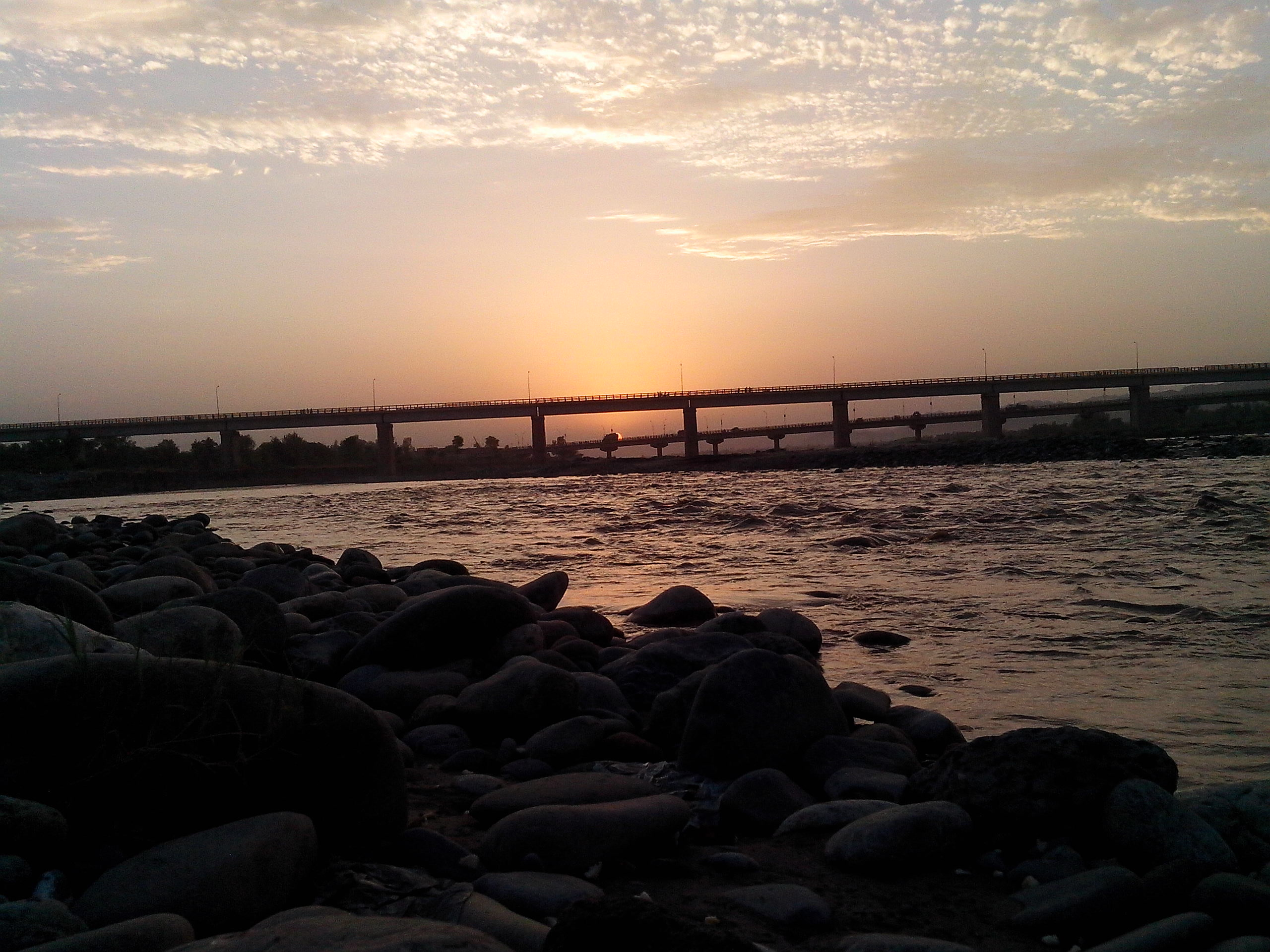
バヌー県クラム川橋

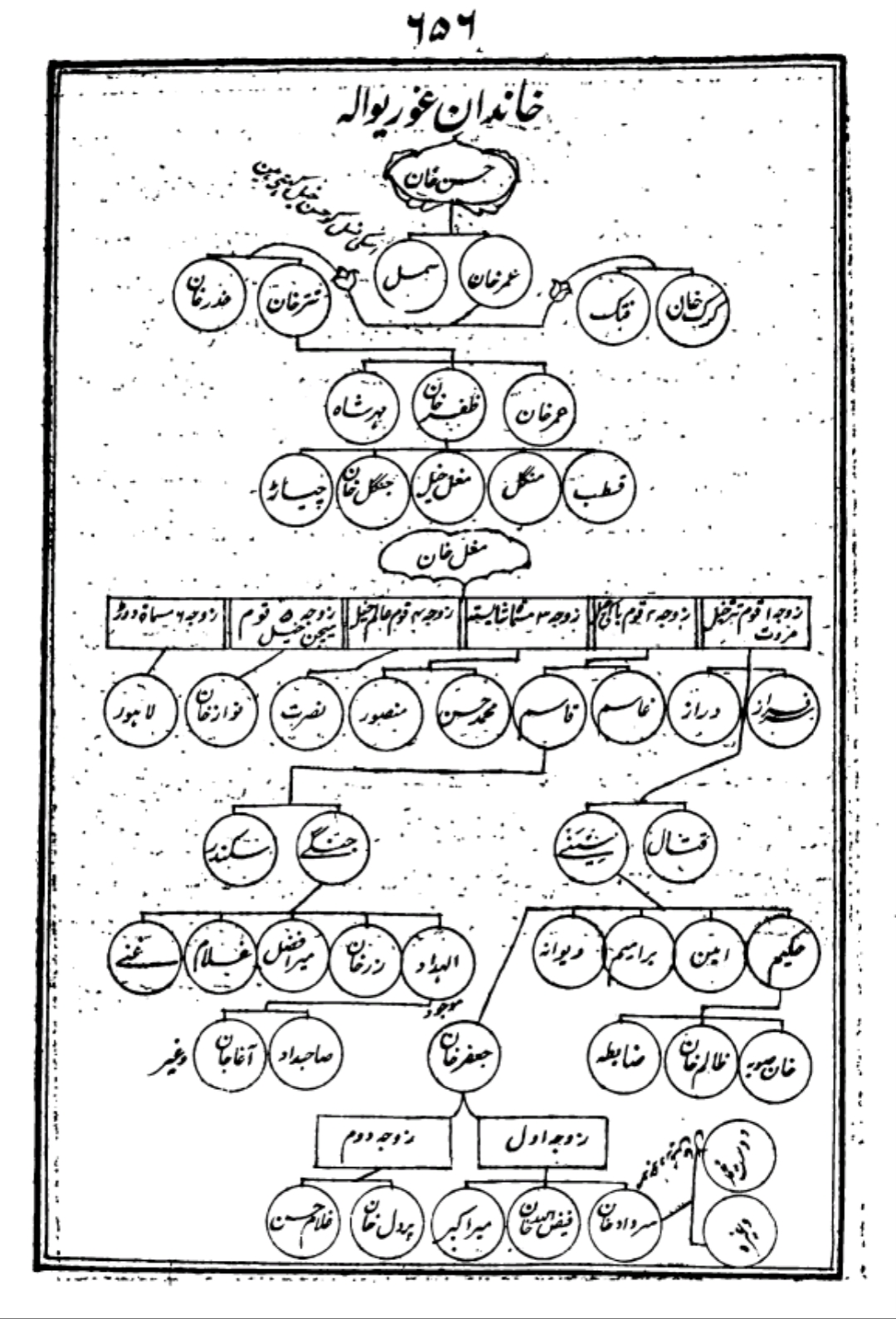
ムガル・ケルの部族の木（Hayat-i-Afghaniより

ユスフザイ族はもともとカンダハールの出身で、そこから今日の主な地域であるクナール渓谷、ペシャーワル渓谷、スワート渓谷に移住した。彼らは支配を受け入れない独立した民族であり、過去にアレクサンドロス3世・モンゴル民族・ムガル帝国・イギリス領インド帝国・ソビエト連邦・アメリカ合衆国といった勢力と戦ったことがある。

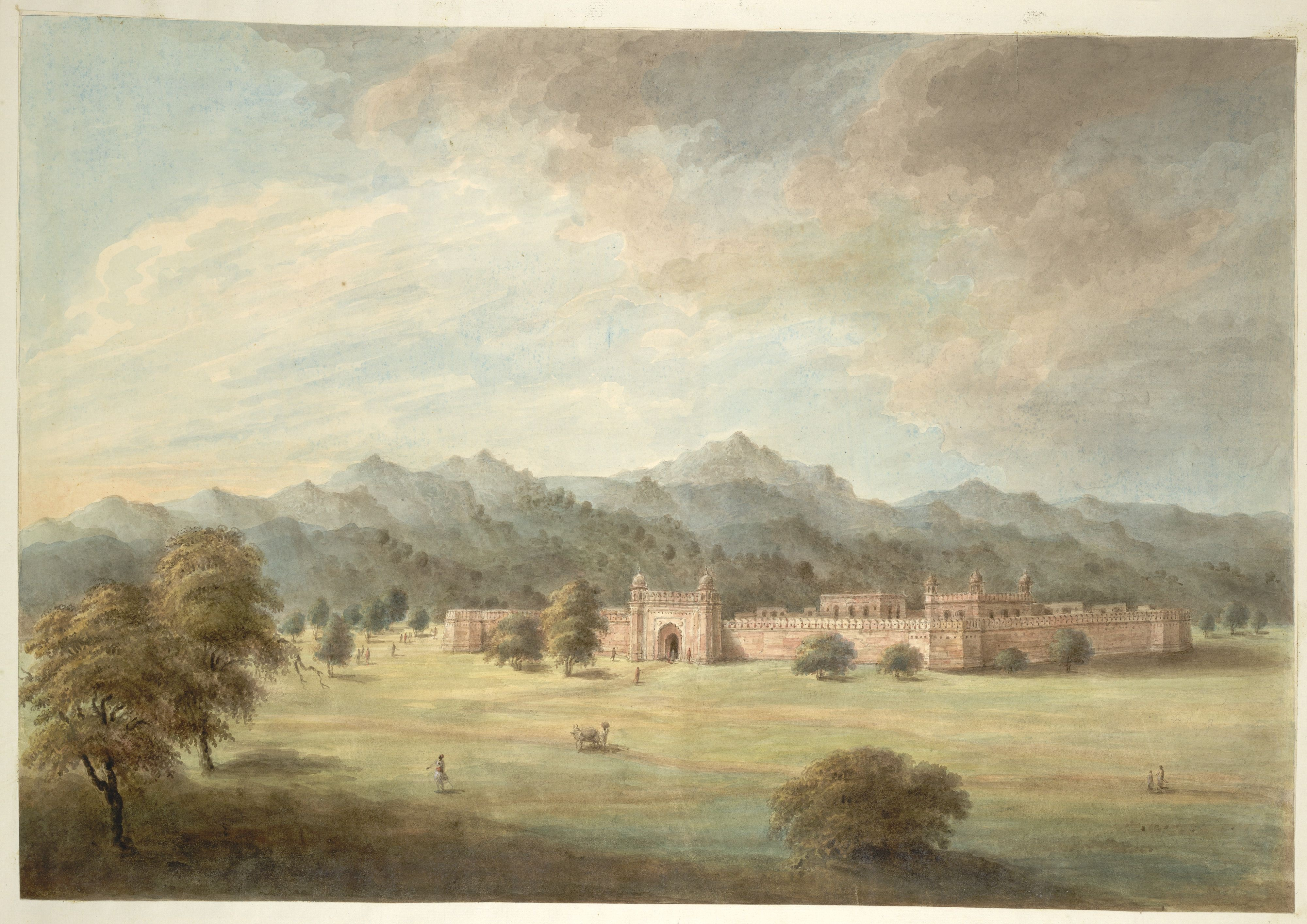
インド、ロヒルカンド州のナジブ・アド・ダウラ・ユスフザイが築いたナジババード郊外のパッタールガル砦

## 著名なユスフザイ／ユサフザイ
- カジュ・カーン（英語版） - パシュトゥーン人の革命指導者
- ナジーブ・ハーン、ロヒラ・アフガニスタンのインド統治者
- カルナル・シェル・カーン（英語版） - カシミールのパキスタン兵士殉教者
- ニサール・ムハンマド・ユスフザイ（英語版） - 大正時代にアフガニスタン独立のために戦った

## 他の主要部族
- ドゥッラーニー部族連合
- ギルザイ部族連合